# Anelli di Chariklo

Ricostruzione artistica di Chariklo con i suoi anelli

L'asteroide centauro 10199 Chariklo, con un diametro di circa 250 km, è il quinto e più piccolo oggetto provvisto di anelli mai scoperto nel sistema solare.
Il sistema di anelli orbitante intorno a Chariklo è composto da due bande strette e fitte, rispettivamente di 6-7 km e 2-4 km di larghezza, separate da un intervallo di 9 km. Gli anelli orbitano alla distanza di circa 400 km dal centro di Chariklo, un millesimo della distanza tra la Terra e la Luna. La scoperta è stata fatta da un team di astronomi utilizzando telescopi di sette località in Argentina, Brasile, Cile e Uruguay, durante l'osservazione dell'occultazione di una stella da parte di Chariklo, avvenuta il 3 giugno 2013 ed è stata poi annunciata il 26 marzo 2014.
L'esistenza di un sistema di anelli attorno a un planetoide era inaspettato perché si pensava che gli anelli potessero rimanere stabili solo intorno a corpi molto più massicci; intorno a corpi minori non erano mai stati scoperti in precedenza, nonostante la loro ricerca attraverso riprese dirette e osservazioni di occultazioni stellari. Rimane poco chiaro come Chariklo possa aver mantenuto i suoi anelli per un periodo prolungato, ma può essere ipotizzata l'esistenza di piccole lune pastore in grado di modellarli. I ricercatori hanno ribattezzato provvisoriamente gli anelli Oiapoque (l'anello più interno e spesso) e Chuí (il sottile anello esterno), dal nome di due fiumi presenti lungo la frontiera settentrionale e meridionale del Brasile. Una richiesta per i nomi formali verrà presentata all'IAU in una data successiva.

## Scoperta
Chariklo è il più grande membro confermato di una classe di piccoli corpi conosciuti come centauri, i quali orbitano attorno al Sole nel sistema solare esterno; esso, in particolare, si colloca tra Saturno e Urano. Le previsioni avevano indicato che, come si è visto dal Sud America, sarebbe passato davanti alla stella di magnitudine 12,4 UCAC4 248-108672, che si trova nella costellazione dello Scorpione, il 3 giugno 2013.
Con l'aiuto di numerosi telescopi situati in sette località tra Argentina, Brasile, Cile e Uruguay, un team di astronomi guidato dal Brasiliano Felipe Braga-Ribas e composto da oltre 60 ricercatori di 12 paesi, è stato in grado di osservare tale evento di occultazione, un fenomeno in cui una stella scompare momentaneamente dietro ad un altro corpo. Il "Danish Telescope" di 1,54 metri, situato all'Osservatorio di La Silla (Cile), grazie al tasso di acquisizione dei dati molto veloce della sua camera per 'Lucky imaging' (10 Hz), è stato l'unico telescopio in grado di risolvere i singoli anelli.
Durante questo evento, era previsto un aumento della magnitudine osservata da 14,7 all'inizio del fenomeno (stella + Chariklo) a 18,5 al culmine del fenomeno (solo Chariklo visibile) per un massimo di 19,2 secondi. Questo aumento di 3,8 magnitudini equivale a una diminuzione di luminosità di un fattore 32,5. L'occultazione primaria è stata accompagnata da altre quattro piccole diminuzioni di intensità complessiva della curva di luce, che sono state osservate sette secondi prima dell'inizio e sette secondi dopo la fine dell'evento principale. Queste occultazioni secondarie indicano che qualcosa stava parzialmente bloccando la luce di UCAC4 248-108672. La simmetria delle occultazioni secondarie ed osservazioni multiple della manifestazione in varie località hanno aiutato a ricostruire non solo la forma e le dimensioni dell'oggetto, ma anche il suo spessore ed orientamento. La relativa costanza delle proprietà degli anelli, desunte da varie osservazioni di occultazioni secondarie, tende ad escludere spiegazioni alternative sulla loro natura, quali dispersioni di gas similmente a quanto avviene nelle comete.

## Origine
L'origine degli anelli è ancora sconosciuta, ma entrambi sono probabilmente i resti di un disco di detriti, che potrebbero essersi formati a seguito di un impatto su Chariklo, di una collisione con una o tra due o più lune preesistenti, di perturbazioni mareali di una luna retrograda, o da materiale liberato dalla superficie a causa di attività cometaria o perturbazioni rotazionali. Se gli anelli dovessero essersi formati tramite un evento di impatto con Chariklo, l'oggetto dovrebbe aver avuto un impatto a bassa velocità per evitare che le particelle dell'anello venissero espulse oltre la sfera di Hill di Chariklo.
Le velocità d'impatto nel sistema solare esterno sono in genere di ≈ 1 km/s (rispetto alla velocità di fuga sulla superficie di Chariklo, di ≈ 0,1 km/s), ed erano ancora più basse prima che la fascia di Kuiper fosse eccitata dinamicamente, ciò supporta la possibilità che gli anelli si siano formati nella fascia di Kuiper prima che Chariklo venisse trasferito alla sua orbita attuale, meno di 10 milioni di anni fa. Le velocità d'impatto nella fascia principale degli asteroidi sono molto più alte (≈ 5 km/s), il che potrebbe spiegare l'assenza di tali caratteristici anelli in corpi minori all'interno della fascia.
Collisioni tra particelle degli anelli causerebbero, nel tempo, un sostanziale ampliamento degli stessi anelli, e l'effetto Poynting-Robertson causerebbe la caduta delle particelle sul corpo centrale nel giro di pochi milioni di anni; la persistenza degli anelli richiede dunque che vi sia una fonte attiva di particelle o un processo di confinamento dinamico da parte di piccole (pochi km) lune pastore ancora da scoprire. Tali lune sarebbero molto difficili da rilevare tramite riprese dirette dalla Terra, a causa della piccola separazione radiale tra il sistema di anelli e Chariklo.

## Caratteristiche
L'orientamento degli anelli ha permesso una visione radente dalla Terra nel 2008. Ciò può spiegare l'inscurimento di 1,75 volte di Chariklo osservato tra il 1997 e il 2008, nonché la graduale scomparsa del ghiaccio d'acqua e altre sostanze dal suo spettro via via che la porzione di superficie degli anelli osservata diminuiva. Dal 2008 al 2013 il sistema ha incrementato la propria luminosità di 1,5 volte e le componenti spettrali infrarosse del ghiaccio d'acqua sono riapparse. Questo suggerisce che gli anelli sono composti almeno parzialmente di acqua ghiacciata. Una simile composizione è anche coerente con i valori di densità previsti nel caso di un corpo perturbato posto entro il limite di Roche di Chariklo.
| Anelli di Chariklo | Anelli di Chariklo | Anelli di Chariklo   | Anelli di Chariklo                    | Anelli di Chariklo | Anelli di Chariklo           | Anelli di Chariklo               | Anelli di Chariklo                     |
| Nome               | Nome provvisorio   | Raggio orbitale (km) | Larghezza (km)                        | Profondità ottica  | Densità superficiale (g/cm2) | Spazio vuoto tra gli anelli (km) | Differenza radiale tra gli anelli (km) |
| ------------------ | ------------------ | -------------------- | ------------------------------------- | ------------------ | ---------------------------- | -------------------------------- | -------------------------------------- |
| 2013C1R            | Oiapoque           | 390,6 ± 3,3          | tra 6,16 ± 0,11 e 7,17 ± 0,14         | 0,4                | 30-100                       | 8,7 ± 0,4                        | 14,2 ± 0,2                             |
| 2013C2R            | Chuí               | 404,8 ± 3,3          | tra 3,4 (+1,3 -2,0) e 3,6 (+1,1 -1,4) | 0.06               | ?                            | 8,7 ± 0,4                        | 14,2 ± 0,2                             |

### 2013C1R (Oiapoque)
2013C1R, il più interno e luminoso dei due anelli, si trova a 390,6 km di altitudine ed è largo circa 6-7 km. La profondità ottica equivalente (un parametro correlato alla quantità totale di materiale contenuto nell'anello in base alla geometria di visualizzazione) di C1R è variata del 21% nel corso dell'osservazione. Asimmetrie simili sono state osservate durante le osservazioni di occultazioni da parte degli stretti anelli esterni di Urano, e possono essere causate da oscillazioni risonanti, capaci di modulare l'ampiezza e la profondità ottica dell'anello. La densità superficiale di C1R è stimata in 30-100 g/cm2, indicativa di una massa equivalente a un corpo ghiacciato di due chilometri di diametro.

### 2013C2R (Chuí)
C2R è largo circa la metà dell'anello più luminoso, e si trova appena al di là, a 404,8 km di altitudine. Con una profondità ottica di 0,06, è nettamente più tenue rispetto al suo compagno. Nel complesso contiene circa un dodicesimo della massa di C1R, più o meno equivalente a un corpo ghiacciato di un chilometro di diametro.

## Telescopi e Osservatori
I telescopi che hanno osservato l'occultazione comprendevano il Danish National Telescope e il telescopio per survey belga TRAPPIST dell'Osservatorio di La Silla, i telescopi PROMPT (Osservatorio di Cerro Tololo), il brasiliano SOAR (Southern Astrophysical Research Telescope) nella località di Cerro Pachón, il telescopio ASH da 0,45 metri del Leoncito Astronomical Complex (Cerro Burek, Argentina), e quelli dell'Osservatorio dell'Universidade Estadual de Ponta Grossa, del Polo Astronômico Casimiro Montenegro Filho (presso la Fondazione Parque Tecnológico Itaipu, a Foz do Iguaçu, Brasile), dell'Osservatorio Universidad Católica della Pontificia Università Cattolica del Cile e diversi altri alla Estacion de Astrofisica Bosque Alegre, gestito dall'Università Nazionale di Córdoba (Argentina).
Rilevazioni di esito negativo sono state registrate dall'Observatorio El Catalejo (Santa Rosa, La Pampa, Argentina), dal telescopio da 20 pollici Planewave (parte del Searchlight Observatory Network) a San Pedro de Atacama, Cile e lo strumento OALM dell'Osservatorio astronomico Los Molinos in Uruguay. Alcuni degli altri strumenti partecipanti alla ricerca sono stati quelli presso l'Osservatorio Nazionale e l'Osservatorio Valongo di Rio de Janeiro, l'osservatorio dell'Universidade Estadual do Oeste do Paraná (nello stato del Paraná), l'OPD (Observatório Pico dos Dias) nel Minas Gerais e l'Università di San Paolo.